# Metasasa
Metasasa es un género de plantas herbáceas de la familia de las poáceas. Es originaria de China en Guangdong.
En The Plant List y GRIN está considerado un sinónimo del género Acidosasa'.

## Taxonomía
El género fue descrito por W.T.Lin y publicado en Acta Phytotaxonomica Sinica 26: 145. 1988.  La especie tipo es: Metasasa carinata 

## Especies
- Metasasa albofarinosa
- Metasasa carinata